# Füles fűz
A füles fűz (Salix aurita)  a fűzfafélék (Salicaceae) családjába tartozó növényfaj. Magyarországon védett.

## Élőhelye
Mészkerülő, Az Alföldön glaciális reliktum faj. Fűz-és tőzegmohalápokban, lápréteken, nedves talajú erdőkben, gyertyános-tölgyesekben, illetve fenyőelegyes tölgyesek szélein él.

## Leírása
Kis termetű, 1–3 m magas, erősen elágazó, kétlaki cserje. Kérge sima, szürke. Fiatal hajtásai zöldesek, korán (nyáron) megkopaszodnak, s ekkor kissé fényesek, barnák, szögletesek.
A rügyek kopaszok. Levéllemeze visszás-tojásdad, 1–5 cm hosszú, 0,7-2,6 cm széles, ék vállú, általában félrehajló csúcsú. A levél felszíne ráncos, pelyhesedő, fénytelen, fonáka - később gyengén - kékesszürkén-ezüstösen molyhos.
A levélszél hullámos, ép vagy néha fogas, lehajló.
A levélnyél 2–5 mm-es. A pálhák nagyok, maradók, vese alakúak, csipkés-fogasak, fülesek.
A porzós barkák virágzáskor (a levelek kihajtása előtt) 0,8-1,2 cm-esek, a termősek 1-2,5 cm hosszúak, ülők, oválisak. Március vége-május között virágzik.
A terméscsoport 1–3 cm hosszú. A termés szürkén molyhos, kúpos tok.
Csak a jóval gyakoribb hamvas fűzzel (S. cinerea) téveszthető össze, amellyel hibridet (S. x multinervis) is alkot.
E faj nagyobb, vastagabb hajtásai vannak, amelyek a rüggyel együtt maradóan szürkén molyhosak.
A levelei is nagyobbak, szintén szürkés pelyhesek, fonákukon molyhosak.

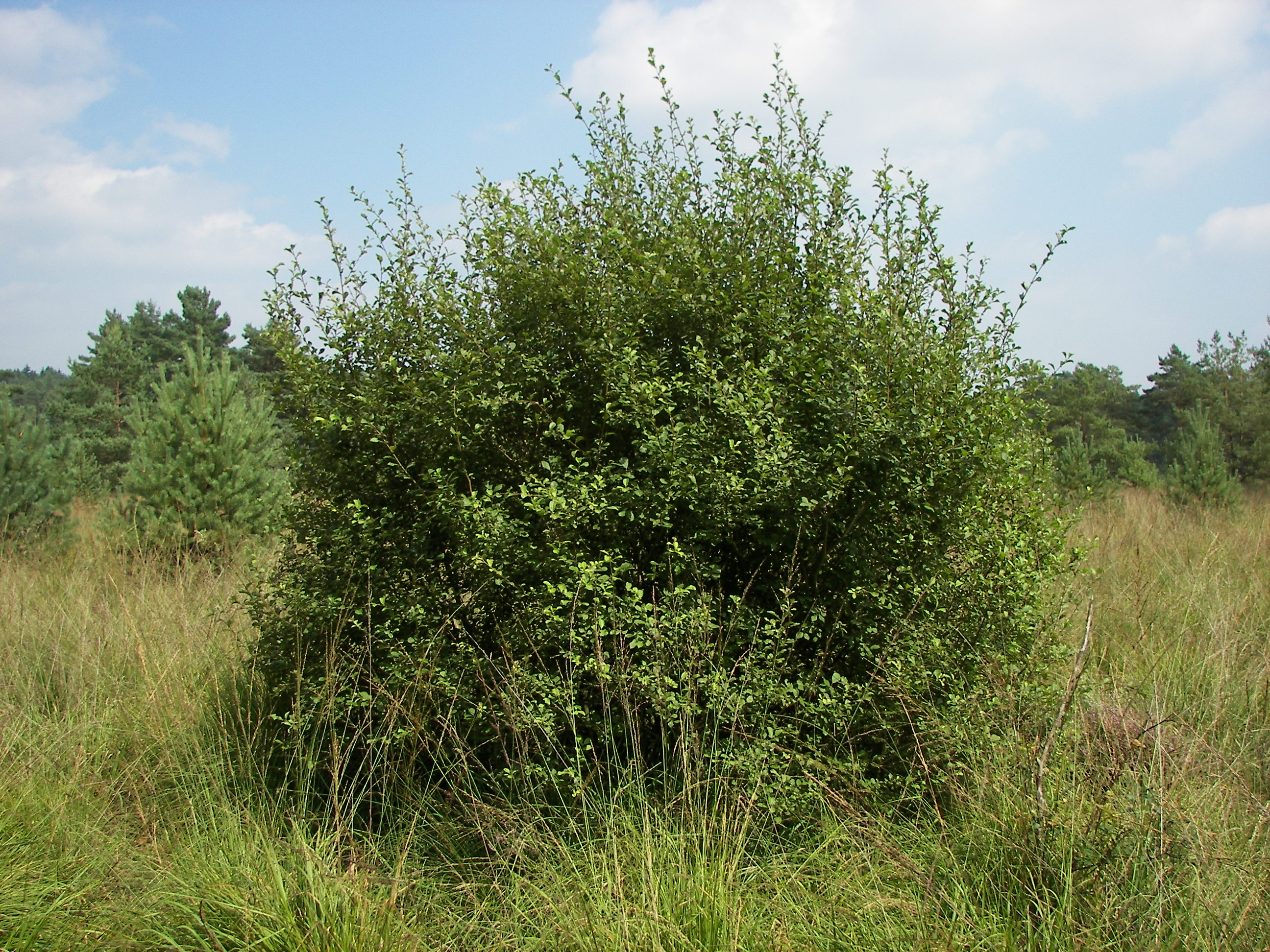
Habitusa
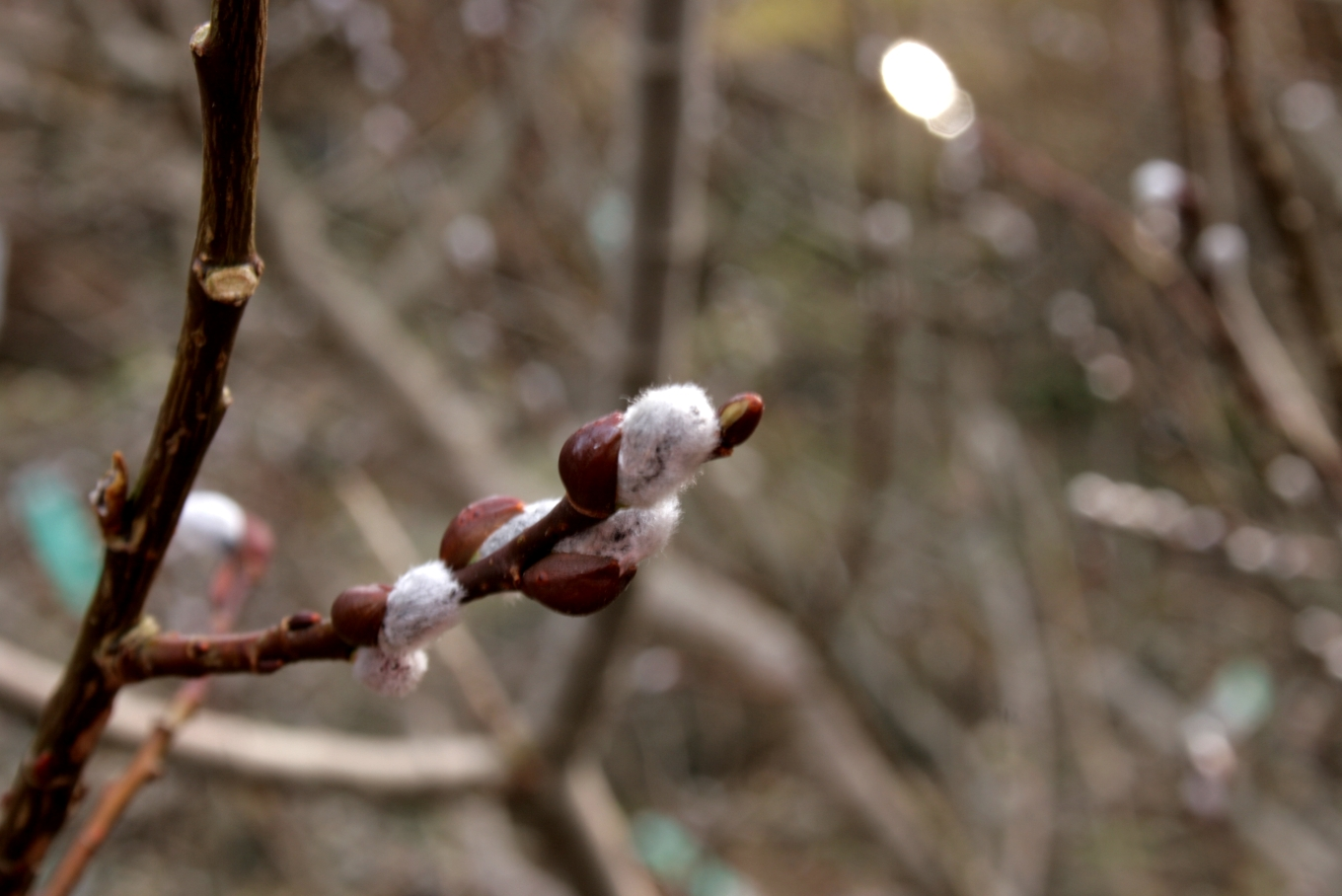
Barkái
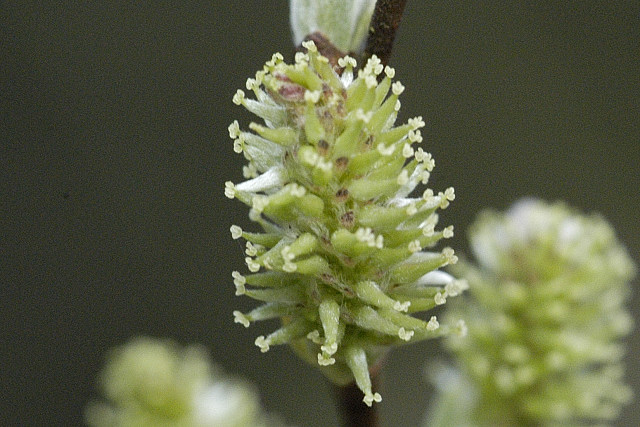
Barkái
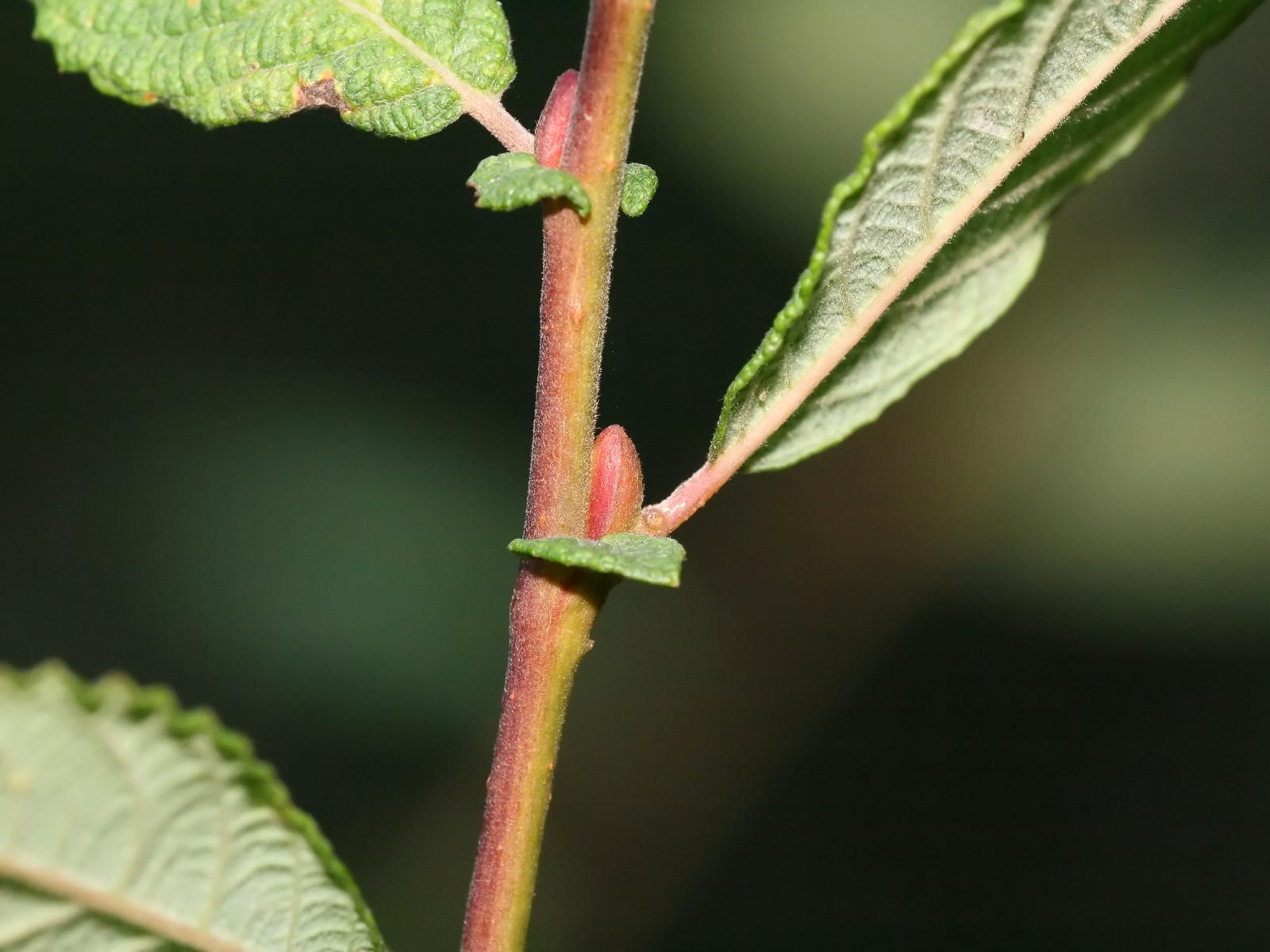
Hajtása a füles pálhákkal
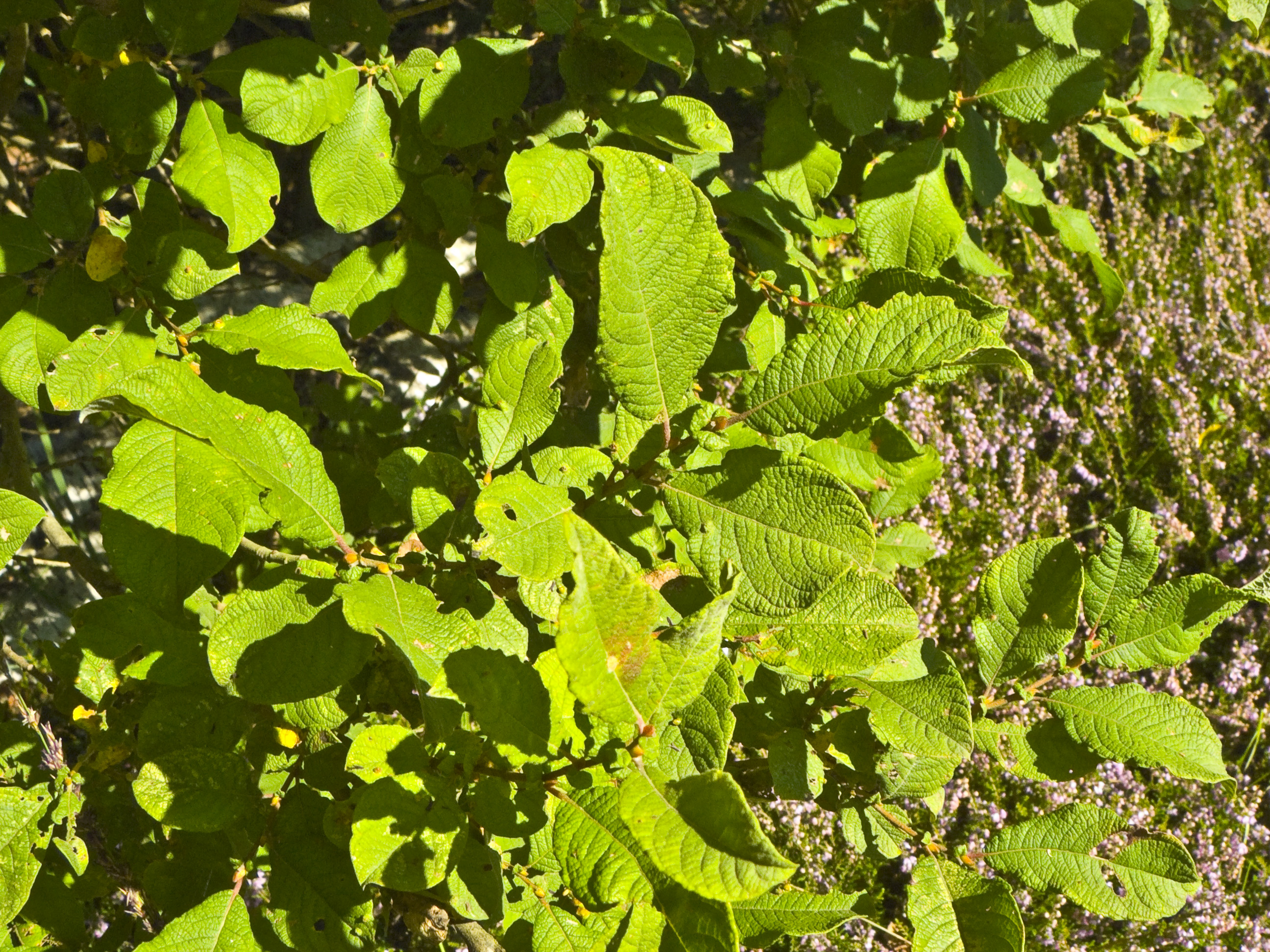
Levelei
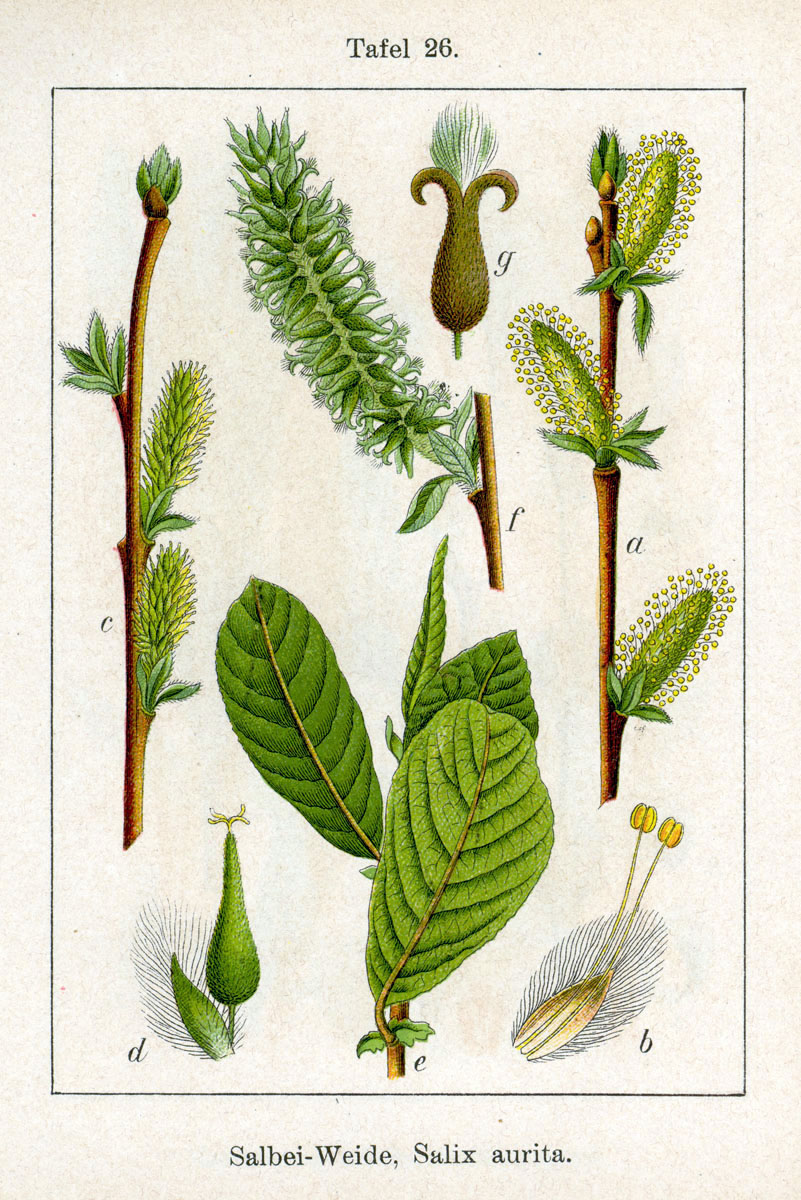
Herbáriumi illusztrációja